# Die Gejagten
Die Gejagten ist ein Kriminalfilm aus dem Jahr 1961. Die Schweizer Produktion entstand unter der Regie von Max Michel. In der Hauptrolle ist Heinrich Gretler zu sehen.

## Handlung
Im Wald von Hablikon wird der Verwalter Reichle erschossen aufgefunden. Er war mit drei weiteren angesehenen Bürgern der Gemeinde auf die Jagd gegangen. Kriminalwachtmeister Müller übernimmt die Ermittlungen. Verdächtig macht sich zunächst ein Neffe eines Jagdteilnehmers, der zur fraglichen Zeit ebenfalls vor Ort war und gerade einen Freigang aus dem Gefängnis hatte. Da ein eindeutiges Motiv fehlt, konzentriert sich Müller auf die ehrenwerten und unangreifbaren Jagdkollegen. 
Ihre saubere Fassade beginnt während seiner Nachforschungen zu bröckeln. Dorfarzt Amsler, Bankier Meier und auch Architekt Häuptl haben einiges zu verbergen gehabt. Reichle wusste von ihren privaten und geschäftlichen Verfehlungen. Zudem erfährt Müller von Alvine Dünki, der Geliebten des Toten, dass Geld aus der Gemeindekasse für vergnügliche Stunden der vier Herren verwendet wurde. Bei der Rekonstruktion des Tatherganges kann der Mörder überführt werden.

## Hintergrund
Mit der Verfilmung des Romans Die Gejagten von  Walter Blickensdorfer sprang Erwin C. Dietrich auf die Kriminalfilmwelle auf, die zu jener Zeit in der Bundesrepublik angesagt war, wofür er vorgängig eine Tochtergesellschaft in München gründete. Der Film entsprach in Form und Inhalt einer Art Neufassung von Wachtmeister Studer, was sich auch in der Wahl von Heinrich Gretler als Hauptdarsteller ausdrückte.
Die Dreharbeiten dauerten von November 1960 bis Januar 1961. Die Kulissen der Innenszenen baute Nino Borghi im Atelier Sunne in Adliswil sowie im Casino Aussersihl und im Restaurant Degenried in Zürich auf. In Rapperswil und Zürich wurden die Aussenaufnahmen gefilmt. Der Schauspieler Franz Matter war zugleich Regieassistent.
Die Erstaufführung fand am 11. April 1961 im Basler Kino Palermo und am 22. April 1961 im Zürcher Kino Apollo statt. Unter dem Titel Die Heuchler wurde am 12. Mai 1961 die deutsche Synchronfassung in München uraufgeführt. Der Film spielte die Kosten nicht ein. Das Werk erhielt gute Kritiken in der linken Presse, was den Verkauf an die staatlichen Fernsehanstalten der Tschechoslowakei und der DDR ermöglichte.

## Kritiken
„Der Film unterscheidet sich von thematisch ähnlichen Kriminalfilmen zwar durch seine sensationslose und diskrete Note, überzeugend gestaltet ist er aber nicht.“